# Resolutie 694 Veiligheidsraad Verenigde Naties
Resolutie 694 van de Veiligheidsraad van de Verenigde Naties werd unaniem aangenomen op 24 mei 1991. De Veiligheidsraad herhaalde dat de deportatie van Palestijnen uit de bezette gebieden door Israël is strijd is met het internationaal recht.

## Achtergrond
Tijdens de Zesdaagse Oorlog bezette Israël verschillende stukken grondgebied van zijn tegenstanders, waarvan het een deel annexeerde. Rond de jaarwisseling van 1988 brak geweld uit in de Gazastrook en de Westelijke Jordaanoever. Israël greep in met harde maatregelen. Eén daarvan was deportatie naar Zuidelijk Libanon. Dergelijke straf is echter in strijd met de internationale wet en de Vierde Geneefse Conventie in het bijzonder.

## Inhoud
De Veiligheidsraad:
- Bevestigt resolutie 681.
- Kwam te weten dat Israël, in schending van de Vierde Geneefse Conventie en de VN-resoluties, op 18 mei vier Palestijnse burgers deporteerde.

1. Verklaart dat de Israëlische actie een schending is van de Vierde Geneefse Conventie die van toepassing is in de bezette gebieden, waaronder Jeruzalem.
2. Betreurt die actie en herhaalt dat Israël geen burgers uit de bezette gebieden mag deporteren en alle gedeporteerden moet laten terugkeren.
3. Besluit de situatie op te volgen.

## Verwante resoluties
- Resolutie 681 Veiligheidsraad Verenigde Naties (1990)
- Resolutie 684 Veiligheidsraad Verenigde Naties
- Resolutie 695 Veiligheidsraad Verenigde Naties
- Resolutie 701 Veiligheidsraad Verenigde Naties

Lijst ·  684 ·  685 ·  686 ·  687 ·  688 ·  689 ·  690 ·  691 ·  692 ·  693 ·  694 ·  695 ·  696 ·  697 ·  698 ·  699 ·  700 ·  701 ·  702 ·  703 ·  704 ·  705 ·  706 ·  707 ·  708 ·  709 ·  710 ·  711 ·  712 ·  713 ·  714 ·  715 ·  716 ·  717 ·  718 ·  719 ·  720 ·  721 ·  722 ·  723 ·  724 ·  725